# Liste der Mitglieder des Consiglio Grande e Generale (13. Legislaturperiode)
Die Liste gibt einen Überblick über alle Abgeordneten des Consiglio Grande e Generale, der Legislative San Marinos, in der 13. Legislaturperiode von 1949 bis 1951.

## Zusammensetzung
Nach den Parlamentswahlen vom 27. Februar 1949 setzte sich der Consiglio Grande e Generale wie folgt zusammen.
| Mitglied des Consiglio Grande e Generale | Liste | Listenplatz | Kommentar       |
| ---------------------------------------- | ----- | ----------- | --------------- |
| Marino Angeli                            | APS   | 11          | 1950 Rücktritt  |
| Ezio Balducci                            | APS   | 01          |                 |
| Osvaldo Beleffi                          | CdL   | 23          |                 |
| Marino Benedetto Belluzzi                | APS   | 22          |                 |
| Eugenio Bernardini                       | CdL   | 22          |                 |
| Federico Bigi                            | APS   | 21          |                 |
| Agostino Biordi                          | CdL   | 28          |                 |
| Domenico Bollini                         | APS   | 19          |                 |
| Marino Bugli                             | APS   | 04          |                 |
| Primo Bugli                              | CdL   | 30          |                 |
| Giuseppe Capicchioni                     | CdL   | 12          |                 |
| Domenico Cardelli                        | APS   | 13          |                 |
| Alvaro Casali                            | CdL   | 03          |                 |
| Mariano Ceccoli                          | CdL   | 13          |                 |
| Lino Celli                               | CdL   | 04          |                 |
| Augusto Censoni                          | CdL   | 21          |                 |
| Secondo Fiorini                          | CdL   | 25          |                 |
| Giuseppe Forcellini                      | CdL   | 05          |                 |
| Manlio Foschi                            | CdL   | 32          |                 |
| Giovanni Franciosi                       | APS   | 23          |                 |
| Pietro Franciosi                         | APS   | 06          |                 |
| Ermenegildo Gasperoni                    | CdL   | 02          |                 |
| Antonio Gatti                            | APS   | 18          |                 |
| Gino Giacomini                           | CdL   | 01          |                 |
| Giordano Giacomini                       | CdL   | 16          |                 |
| Romolo Giacomini                         | CdL   | 29          |                 |
| Marino Gianni                            | CdL   | 35          |                 |
| Marino Guidi                             | APS   | 24          |                 |
| Giovanni Lonfernini                      | APS   | 05          |                 |
| Teodoro Lonfernini                       | APS   | 02          |                 |
| Marino Maiani                            | CdL   | 24          |                 |
| Tito Manzaroli                           | CdL   | 31          |                 |
| Ferruccio Martelli                       | CdL   | 14          |                 |
| Filippo Martelli                         | CdL   | 06          |                 |
| Vittorio Meloni                          | CdL   | 33          |                 |
| Guido Michelotti                         | APS   | 14          |                 |
| Luigi Montironi                          | CdL   | 08          |                 |
| Antonio Morganti                         | APS   | 16          |                 |
| Antonio Para                             | CdL   | 17          |                 |
| Alberto Pasquinelli                      | CdL   | 20          |                 |
| Vincenzo Pedini                          | CdL   | 10          |                 |
| Serafino Pieroni                         | CdL   |             | 1950 Nachrücker |
| Alberto Reffi                            | CdL   | 11          |                 |
| Virginio Reffi                           | APS   | 09          |                 |
| Elio Regini                              | APS   | 15          | 1950 Rücktritt  |
| Giuseppe Renzi                           | CdL   | 18          |                 |
| Ruggero Righi                            | APS   | 12          |                 |
| Enrico Rossi                             | CdL   | 19          |                 |
| Valerio Salicioni                        | APS   |             | 1950 Nachrücker |
| Giovanni Zaccaria Savoretti              | APS   | 03          |                 |
| Giuseppe Selva                           | APS   | 20          |                 |
| Antonio Simbeni                          | APS   | 25          |                 |
| Enea Suzzi Valli                         | APS   | 08          |                 |
| Primo Taddei                             | CdL   | 34          |                 |
| Giovanni Terenzi                         | CdL   | 15          |                 |
| Domenico Tomassoni                       | CdL   | 27          |                 |
| Giuseppe Tonelli                         | CdL   | 07          |                 |
| Domenico Valentini                       | APS   | 17          |                 |
| Ermanno Volpinari                        | CdL   | 26          |                 |
| Giuseppe Zafferani                       | APS   | 10          |                 |
| Luigi Zafferani                          | CdL   | 09          |                 |
| Marino Zonzini                           | APS   | 07          |                 |

## Abkürzungen
- APS: Alleanza Popolare Sammarinese
- CDL: Comitato della Libertà